# Rob Morrow
Robert (Rob) Alan Morrow (New Rochelle, New York, 21 september 1962) is een Amerikaans acteur en regisseur. Hij speelt sinds januari 2005 FBI-agent Don Eppes in de Amerikaanse politieserie Numb3rs. Eerder speelde hij onder meer in de serie Northern Exposure (1990-1995) als Dr. Joel Fleischman.
Morrow is van joodse afkomst en de zoon van Diane Francis Markowitz en Murray Morrow. Hij is gehuwd met de actrice Debbon Ayer en zij hebben een dochter Tu Simone Ayer Morrow.
In 2002 speelde hij Kevin Hunter in de televisieserie Street Time.

## Filmografie
| Jaar        | Titel                    | Rol                                                          | Opmerkingen                              |
| ----------- | ------------------------ | ------------------------------------------------------------ | ---------------------------------------- |
| 1985        | Private Resort           | Ben                                                          |                                          |
| 1985        | Fame                     | Joey Laurenzano                                              | Aflevering: "The Ol' Ball Game"          |
| 1987        | Spenser: For Hire        | Danny                                                        | Aflevering: "Murder and Acquisitions"    |
| 1987        | Everything's Relative    | Eddie Dayton                                                 | Aflevering: "The Mom Who Came to Dinner" |
| 1989        | Monsters                 | Vito                                                         | Aflevering: "La Strega"                  |
| 1989        | Tattingers               | Marco Bellini                                                |                                          |
| 1990 – 1995 | Northern Exposure        | Dr. Joel Fleischman                                          | 102 afleveringen                         |
| 1996        | Last Dance               | Rick Hayes                                                   |                                          |
| 1996        | Mother                   | Jeff Henderson                                               |                                          |
| 1998        | The Day Lincoln Was Shot | John Wilkes Booth                                            | Televisiefilm                            |
| 1998        | Only Love                | Matthew Heller                                               | Televisiefilm                            |
| 1998        | Into My Heart            | Ben                                                          |                                          |
| 2000        | Other Voices             | Jeff                                                         |                                          |
| 2000        | The Thin Blue Lie        | Jonathan Neumann                                             | Televisiefilm                            |
| 2000        | Maze                     | Lyle Maze                                                    |                                          |
| 2000        | Labor Pains              | Ryan Keene                                                   |                                          |
| 2001        | Hudson's Law             |                                                              | Televisiefilm                            |
| 2001        | Sam the Man              | Daniel Lenz                                                  |                                          |
| 2001        | Jenifer                  | Dr. Richard Feldman                                          | Televisiefilm                            |
| 2002        | The Guru                 | Josh Goldstein                                               |                                          |
| 2002        | The Emperor's Club       | James Ellerby                                                |                                          |
| 2002        | Night's Noontime         | Dr. William Minor                                            | Korte film                               |
| 2002 – 2003 | Street Time              | Kevin Hunter                                                 | 33 afleveringen                          |
| 2005 – 2010 | Numb3rs                  | Don Eppes                                                    | 118 afleveringen                         |
| 2005        | Going Shopping           | Miles                                                        |                                          |
| 2007        | Custody                  | David Gordon                                                 | Televisiefilm                            |
| 2007        | The Bucket List          | Dr. Hollins                                                  |                                          |
| 2007        | Phineas and Ferb         | "Tri-State Treasure: Book of Secrets" and "Drusselseinoween" | Voice-over                               |
| 2009        | The Grean Team           | Robbie Blackman                                              | Televisiefilm                            |
| 2010 – 2011 | Entourage                | Jim Lefkowitz                                                | 3 afleveringen                           |
| 2010        | The Whole Truth          | Jimmy Brogan                                                 | 10 afleveringen                          |
| 2010        | Entourage                | Ari's attorney                                               | Aflevering: "Sniff Sniff Gang Bang"      |
| 2011        | The Good Doctor          | Dr. Waylans                                                  |                                          |
| 2012        | CSI: NY                  | Leonard Brooks                                               | 2 afleveringen                           |
| 2017        | Designated Survivor      | Abe Leonard                                                  | 5 afleveringen                           |

### Regisseur
| Jaar        | Titel               | Opmerkingen                   |
| ----------- | ------------------- | ----------------------------- |
| 1993        | The Silent Alarm    | Korte film                    |
| 2000        | Maze                | tevens producer en schrijver  |
| 2002        | Oz                  | Aflevering: "Laws of Gravity" |
| 2003        | Street Time         | 3 afleveringen                |
| 2004        | Joan of Arcadia     | 3 afleveringen                |
| 2006 – 2010 | Numb3rs             | 3 afleveringen                |
| 2012 – 2013 | Necessary Roughness | 2 afleveringen                |

- Biblioteca Nacional de España: XX1176904
- Bibliothèque nationale de France: cb14208943r (data)
- CiNii: DA15313746
- Gemeinsame Normdatei: 1030450293
- International Standard Name Identifier: 0000 0000 8415 1797
- Library of Congress Control Number: n94016020
- Nationale Bibliotheek van Tsjechië: xx0051751
- Nationale Bibliotheek van Israël: 987012384890505171
- Nationale Bibliotheek van Polen: a0000001257177
- Nederlandse Thesaurus van Auteursnamen: 307088685
- Système universitaire de documentation: 196306671
- Virtual International Authority File: 119105370
- WorldCat: E39PBJx4txgmrb9PYwGJTY7T73